# SdKfz 9
SdKfz 9 - Schwerer Zugkraftwagen (Tungt dragfordon) 18 t var en tysk halvbandvagn använd under andra världskriget. Vagnen utvecklades från början som dragfordon för tunga artilleripjäserna. 
| före 1 september 1939 | efter 1 september 1939 | 1940 | 1941 | 1942 | 1943 | 1944 | 1945 | Antal i tjänst 1 mars 1945 |
| --------------------- | ---------------------- | ---- | ---- | ---- | ---- | ---- | ---- | -------------------------- |
| 131                   | 36                     | 240  | 250  | 384  | 655  | 916  | 115  | 1 276                      |

## Varianter
Totalt tillverkades omkring 2 500 av modellen.
- SdKfz 9/1 - Med vridbar lyftkran med 6 tons lyftkraft
- SdKfz 9/2 - Med vridbar lyftkran med 10 tons lyftkraft
- En tredje variant som inte erhöll något variantnummer tillverkades i cirka 15 exemplar med en 88 mm lvkan (FlaK 37) som användes för stridsvagnsbekämpning.